# My Sweet Maiden/Welcome To Our Diabolic Paradise
「My Sweet Maiden / Welcome To Our Diabolic Paradise」は、Mia REGINAの3枚目のシングル。2017年4月26日にLantisから発売された。

## 概要
前作「蝶結びアミュレット」より6か月ぶりのリリース。テレビアニメ『Sin 七つの大罪』のOP＆ED主題歌に起用。収録されている2曲ともに、タイアップアニメの世界観にマッチしているダークテイストのメロディである。「My Sweet Maiden」は激しいゴシックロック調で、ライブでも勢いづけに好んで使用される「蝶結びアミュレット」同様、Mia REGINAを代表する1曲である。また、c/w曲の「Welcome To Our Diabolic Paradise」は、作詞作曲デーモン閣下による悪魔らしさの詰まった楽曲になっている。また、仮歌はデーモン閣下が担当し、最終的には閣下の"悪魔"のささやきも収録されることとなった。
2017年5月14日(日)にHMVイオンモールナゴヤドーム前店にて、発売記念ミニライブ＆握手会が開催され、「蝶結びアミュレット」「Radiant Star」「THAT'S A FACT! ～千里の道も一歩から～」の3曲＆本作から2曲の計5曲が披露された。

## 収録曲
1. My Sweet Maiden [4:36]
作詞：真崎エリカ　作曲：SHINTA-LOW・本多友紀（Arte Refact）　編曲：本多友紀（Arte Refact）
2. Welcome To Our Diabolic Paradise [3:11]
作詞：デーモン閣下　作曲：デーモン閣下, pal@pop　編曲：pal@pop
3. My Sweet Maiden（instrumental）
4. Welcome To Our Diabolic Paradise（instrumental）